# 1812 en science
| Années de la science : 1809 - 1810 - 1811 - 1812 - 1813 - 1814 - 1815    |
| Décennies de la science : 1780 - 1790 - 1800 - 1810 - 1820 - 1830 - 1840 |

Cet article présente les faits marquants de l'année 1812 en science.

## Événements
- 30 avril : la Gas Light and Coke Company est constituée par charte royale[1]. Elle met en place la première usine à gaz par transformation du charbon brut (production simultanée de gaz d'éclairage et de coke) ouvre à Londres pour éclairer le quartier de Westminster. Le 31 décembre 1813, le pont de Westminster est éclairé au gaz[2].

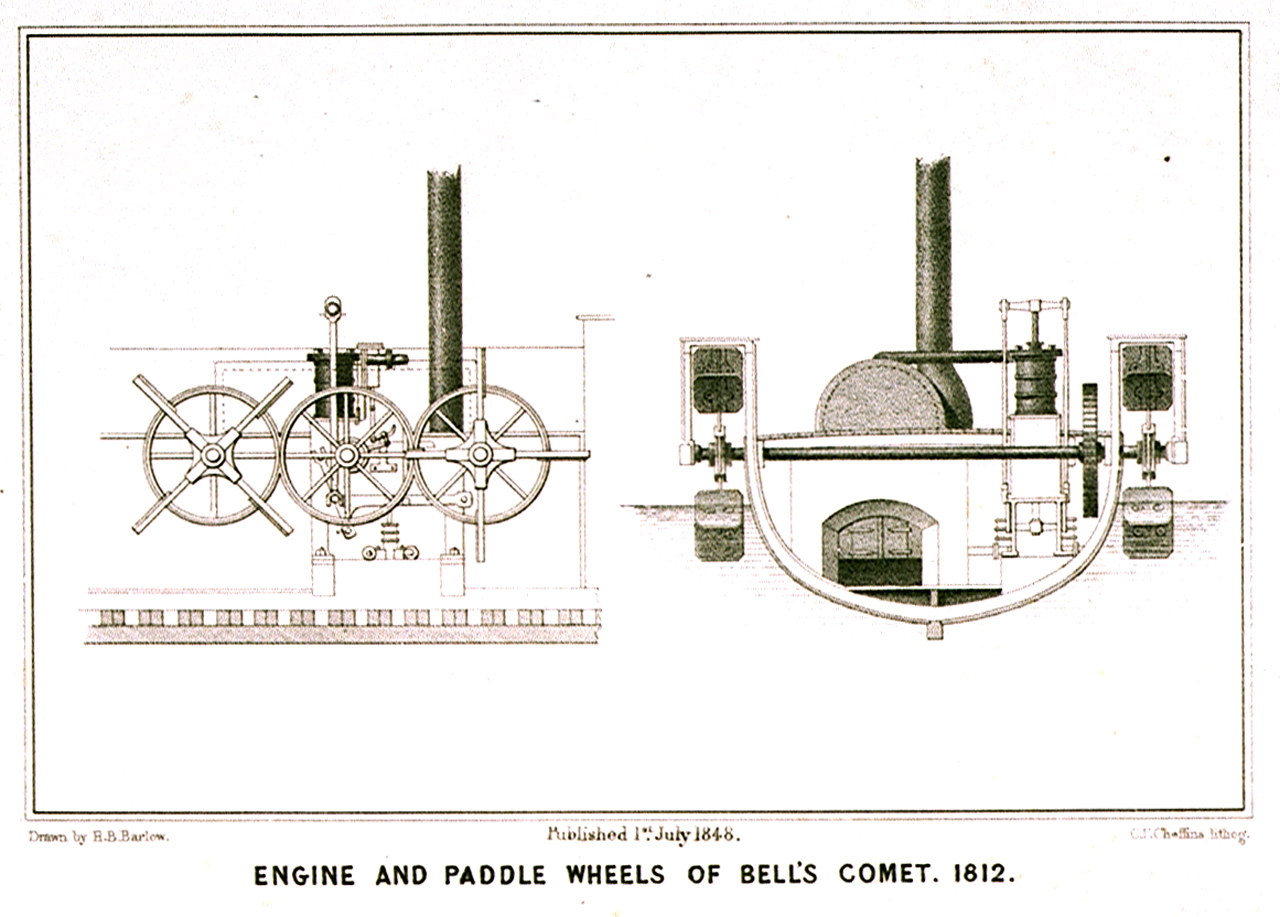
Moteur et roues à aubes du PS Comet de Henry Bell.

- 6 août : Henry Bell lance le premier service régulier de transport de passagers en bateau à vapeur sur la Clyde en Écosse[3].

- Dans le Discours préliminaire de son ouvrage Recherches sur les ossements fossiles, le naturaliste et anatomiste français Georges Cuvier développe, d'après l'étude de fossiles, une théorie fixiste et catastrophiste de l'histoire de la Terre[4].
- Samuel Thomas von Sömmerring publie une description de ptérodactyle qu'il baptise Ornithocephalus antiquus et le considère comme un mammifère proche des chauves-souris[5].
- Le chimiste anglais John Davy fait la synthèse du phosgène par l'action de la lumière sur un mélange de chlore et de monoxyde de carbone[6].
- Le minéralogiste allemand Friedrich Mohs conçoit une échelle afin de mesurer la dureté des minéraux[7].
- Dans son mémoire publié à l'Académie des sciences Sur le sucre liquide d'amidon et sur la transmutation des matières douces en sucre fermentescible,  Heinrich Vogel reconnaît que le glucose est un produit de l'hydrolyse du lactose[8].

## Publications
- Georges Cuvier : Recherches sur les ossements fossiles de quadrupèdes.
- Humphry Davy : Elements of Chemical Philosophy (Éléments de philosophie chimique)
- Pierre-Simon Laplace : Théorie analytique des probabilités.

## Naissances

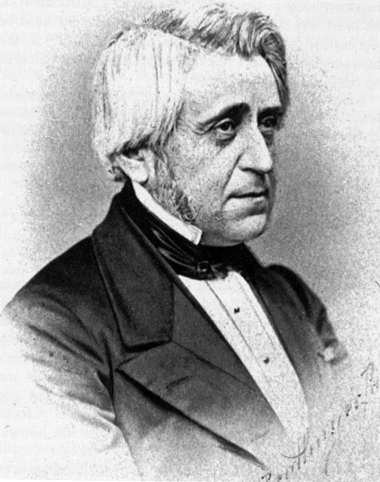
Auguste Duméril

- 12 janvier : William Pengelly (mort en 1894), géologue et  archéologue britannique.

- 1er mars : Joseph-Alexandre Auzias-Turenne (mort en 1870), médecin français.
- 7 mars : Jean Benoît Désiré Cochet (mort en 1875), archéologue et préhistorien français.
- 12 mars : Joseph Prestwich (mort en 1896), géologue et homme d'affaires britannique.
- 19 mars : Casimir Davaine (mort en 1882), médecin français.
- 24 mars : Robert Gordon Latham (mort en 1888), philologue et ethnologue britannique.
- 24 avril : Édouard Le Héricher (mort en 1890), archéologue et philologue français.

- 17 mai : Pierre Joseph Aimé Pissis (mort en 1889), géologue et géographe français.
- 25 mai : Filippo Pacini (mort en 1883), anatomiste italien.

- 9 juin :
  - Hermann von Fehling (mort en 1885), chimiste allemand.
  - Johann Gottfried Galle (mort en 1910), astronome allemand.
- 12 juin : Edmond Hébert (mort en 1890), géologue français.

- 12 septembre : Eugène Raspail (mort en 1888), géologue français.

- 12 octobre : Ascanio Sobrero (mort en 1888), chimiste italien.

- 24 novembre : Xavier Hommaire de Hell (mort en 1848), ingénieur, géologue et géographe français.
- 30 novembre : Auguste Duméril (mort en 1870), zoologiste français.

- 22 décembre : Paul Auguste Ernest Laugier (mort en 1872), astronome français.

## Décès

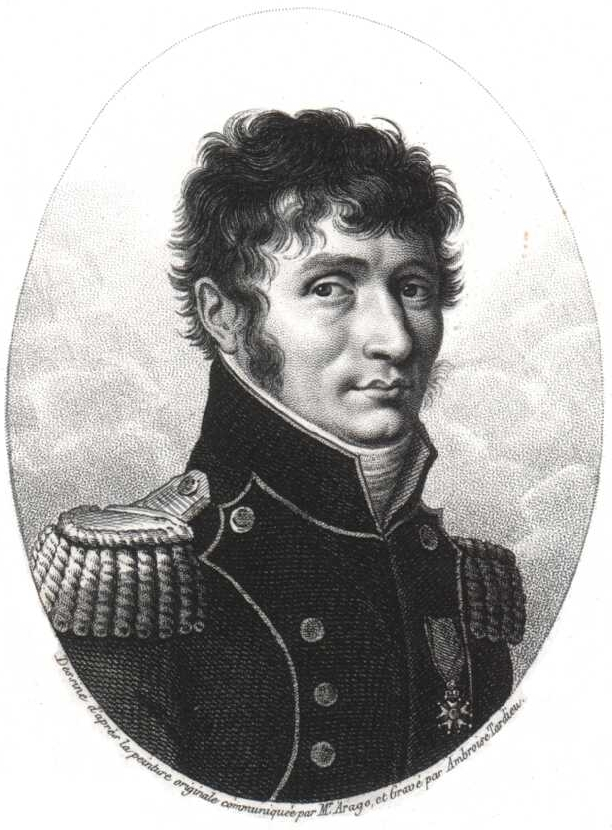
Étienne Louis Malus

- 23 février : Étienne Louis Malus (né en 1775), ingénieur, physicien et mathématicien français.

- 9 mai : Charles-Nicolas-Sigisbert Sonnini de Manoncourt (né en 1751), naturaliste français.

- 1er juin : Richard Kirwan (né en 1733), scientifique irlandais.

- 10 juillet : Carl Ludwig Willdenow (né en 1765), botaniste et pharmacien allemand.
- 14 juillet : Christian Gottlob Heyne (né en 1729), philologue et archéologue allemand.